# Chuckles and Mr. Squeezy
Chuckles and Mr. Squeezy — пятый студийный альбом американской альтернативной рок-группы Dredg, выпущен на Superball Music. Релиз состоялся 25 апреля 2011 года в Великобритании и большинстве стран Европы, и 3 мая 2011 года в Соединённых Штатах. Тем не менее, в сеть альбом просочился в полном объёме 7 апреля 2011 года, чуть меньше месяца до релиза.

## Список композиций
Слова и музыка всех песен написаны группой Dredg.
1. «Another Tribe» — 3:46
2. «Upon Returning» — 3:51
3. «The Tent» — 4:46
4. «Somebody is Laughing» — 3:31
5. «Down Without a Fight» — 3:51
6. «The Ornament» — 4:06
7. «The Thought of Losing You» — 3:34
8. «Kalathat» — 3:23
9. «Sun Goes Down» — 3:48
10. «Where I’ll End Up» — 3:56
11. «Before it Began» — 2:58